# Картозія Самсон Олексійович
Самсон Олексійович Картозія (30 січня 1893, село Кутол (Квітаулі) Сухумського округу, тепер Абхазія, Грузія — розстріляний 29 жовтня 1937, місто Київ) — абхазький радянський партійний і державний діяч, голова Центрального виконавчого комітету (ЦВК) Абхазької РСР.

## Біографія
Народився в селянській родині. У трирічному віці осиротів, виховувався сільською общиною. У 1904 році закінчив міську школу в Сухумі.
З 1906 року навчався в гімназіях міста Ставрополя та Кутаїса. Під час навчання познайомився з Єфремом Ешбою, під впливом якого приєднався до революційного руху. Член РСДРП(б) з 1909 року.
Був арештований за революційну діяльність у Кутаїсі, але незабаром звільнений.
У 1910—1913 роках — партійний організатор РСДРП у Кутаїському повіті.
У 1913—1917 роках навчався на юридичному факультеті Харківського університету.
У 1917—1918 роках — член Харківської ради робітничих і солдатських депутатів, член Донецького обласного комітету РСДРП(б). З жовтня 1917 року — член Харківського військово-революційного комітету.
З січня по лютий 1918 року — член президії Донецької (Юзівської) обласної Ради народного господарства.
З лютого по квітень 1918 року — головний уповноважений з палива Донецької (Юзівської) обласної Ради народного господарства. У квітні 1918 року разом із більшовицькими військами втік до міста Ростова-на-Дону, де зустрічався із Серго Орджонікідзе.
З червня 1918 року був на підпільній роботі в Грузинській республіці. З липня 1918 по 1919 рік — член Сухумського окружного комітету РКП(б). У 1918, 1919, 1920 роках декілька разів був заарештований за антидержавну і більшовицьку діяльність, у травні 1920 року — звільнений із ув'язнення.
З лютого по 6 березня 1921 року — народний комісар юстиції Грузинської РСР. З 6 березня по 1 квітня 1921 року — член колегії Народного комісаріату юстиції Грузинської РСР.
З 1 квітня 1921 року — член колегії Вищої ради народного господарства Грузинської РСР.
У 1921 році — член Тифліського революційного комітету; представник Абхазького революційного комітету в Грузинській РСР.
У 1922—1923 роках — голова Центрального виконавчого комітету (ЦВК) Абхазької РСР.
У 1923 році — заступник народного комісара юстиції Грузинської РСР.
У 1923—1926 роках — прокурор Східної Грузії; прокурор Верховного суду Грузинської РСР; заступник голови Ради народного господарства Грузинської РСР.
У 1926—1927 роках підтримував троцькістську опозицію.
З 1926 по травень 1927 року — голова ревізійної комісії тресту «Південьсталь» в Харкові.
У травні 1927 — 1931 року — керуючий Українського відділення металевого синдикату; уповноважений Всесоюзного об'єднання «Сталь» в Українській СРР.
У 1932 — серпні 1937 року — директор Дніпропетровського заводу металургійного обладнання імені Хатаєвича.
7 серпня 1937 року заарештований органами НКВС. 29 жовтня 1937 року засуджений до страти, розстріляний в місті Києві.
Посмертно реабілітований.

## Нагороди
- орден Трудового Червоного Прапора (23.03.1935)